# Пограничная полиция (Коста-Рика)
Пограничная полиция Коста-Рики (исп. Policía de Fronteras de Costa Rica) — это военизированная полицейская служба в составе гражданской гвардии Коста-Рики, которая обеспечивает охрану государственных границ и пограничной зоны Коста-Рики.

## История
В связи с наличием споров о принадлежности отдельных участков местности, демаркация линии границы между Коста-Рикой и Панамой была завершена только в 1945 году.
Принятая 7 ноября 1949 года конституция Коста-Рики запретила создание и содержание в мирное время постоянной профессиональной армии, вместо неё для защиты страны была создана «гражданская гвардия», в распоряжение которой были переданы вооружение, техника и иное имущество расформированной армии Коста-Рики.
В первой половине 1950х годов США передали для гражданской гвардии Коста-Рики несколько партий стрелкового оружия (пистолеты Colt M1911A1 и .38 револьверы «смит-вессон», карабины M1, винтовки M1 Garand), часть которых поступила на вооружение подразделений пограничной охраны.
С 1954 года Международная организация по миграции сотрудничает с Коста-Рикой (именно в столице страны, городе Сан-Хосе был открыт региональный филиал организации в странах Центральной Америки).
11-22 января 1955 года при поддержке диктатора А. Сомосы с территории Никарагуа в Коста-Рику было организовано военное вторжение вооружённых отрядов сторонников бывшего президента страны Р. А. Кальдерона Гуардии. Нападавшие были разбиты, на усиление охраны границы с Никарагуа выделили дополнительные средства.
В 1969 году подразделение национальной гвардии Панамы нарушило государственную границу с Коста-Рикой.
Во второй половине 1970-х годов обстановка на северной границе страны осложнилась в связи с боевыми действиями в Никарагуа. В конце 1976 года, после инцидента на линии государственной границы отношения между Коста-Рикой и Никарагуа резко ухудшились, численность пограничной охраны была увеличена. 
7 октября 1977 года части национальной гвардии Никарагуа, преследовавшие группу отступавших повстанцев СФНО, совершили вторжение на территорию Коста-Рики. Правительство Коста-Рики заявило протест, обратилось к ОАГ и начало сосредоточение полицейских подразделений в северной части страны. В итоге, 14 октября 1977 года части Национальной гвардии Никарагуа покинули территорию Коста-Рики.
После победы сандинистской революции летом 1979 года некоторое количество национальных гвардейцев перешло через границу из Никарагуа на территорию Коста-Рики. Изъятые у них автоматы Galil в дальнейшем оказались на вооружении пограничной охраны и других подразделений гражданской гвардии Коста-Рики.
В 1982 году правительство Коста-Рики сделало заявление, что в международных отношениях страна является сторонником политики добрососедства и «постоянного нейтралитета». Тогда же, в 1982 году с правительством Никарагуа был заключен договор о совместном патрулировании приграничной территории, устанавливавший линию разграничения на реке Сан-Хуан и порядок её патрулирования. Тем не менее, в 1980-е годы на территориях вдоль границы с Никарагуа при поддержке правительства и спецслужб США были созданы лагеря и базы снабжения «контрас». В дальнейшем, в 1982—1986 годы в приграничных районах имели место несколько столкновений «контрас» с коста-риканскими военнослужащими и полицейскими. Наиболее серьезным стал инцидент в окрестностях селения Лас-Крусес 1 июня 1985 года, в ходе которого боевиками ARDE были застрелены два и ранены 8 военнослужащих коста-риканской пограничной охраны, после чего отношения между Коста-Рикой, США и руководством «контрас» ухудшились.
В мае 1985 года под руководством 24 «зелёных беретов» США началось обучение батальона пограничной охраны «Relampagos» численностью 800 человек, которое продолжалось в течение 5 месяцев. В дальнейшем, под руководством военных специалистов из США пограничная охрана Коста-Рики была переформирована в три батальона пограничной полиции, обмундированных в американскую униформу и вооружённых оружием американского производства (автоматами М-16А1 с 40-мм подствольными гранатомётами М203).
По состоянию на начало 1998 года численность пограничной полиции составляла 2 тыс. человек.
В 1996 году началась военная реформа, в результате которой военизированные формирования гражданской гвардии, морской охраны и пограничной полиции получили к 2000 году общее командование и единое название — «Народные силы». 24 мая 2000 года береговая охрана была выведена из состава пограничной полиции и преобразована в самостоятельное подразделение. В 2001 году территория страны была разделена на десять полицейских округов и в 2002 году военная реформа была завершена.

## Современное состояние
В состав пограничной полиции входят два региональных командования и семь рот пограничной полиции.
- Северное командование обеспечивает охрану границы с Никарагуа, в его состав входят четыре роты пограничной полиции[3].
- Южное командование обеспечивает охрану границы с Панамой, в его состав входят три роты пограничной полиции[3].

В 2000 году личный состав пограничной полиции был обмундирован в общевойсковую униформу американского образца (US OD1967 и камуфляж BDU), основным вооружением являлись пистолеты, автоматы M16A1, подствольные гранатомёты M203 и пулемёты M60; кроме того, на вооружении оставалось некоторое количество автоматов Galil и T-65, а также несколько 60-мм и 81-мм миномётов американского производства.
В 2007 - 2010 годы численность пограничной полиции составляла 2,5 тыс. человек, в распоряжении которых имелось стрелковое оружие (в основном, производства США) и автомобильная техника.